# Szalagos muréna
A szalagos muréna (Rhinomuraena quaesita), kék-sárga szalagos muréna vagy bernis léggömb sósvízi ragadozóhal, mely az angolnaalakúak (Anguilliformes) rendjébe, a murénafélék (Muraenidae) családjába tartozó Rhinomuraena nem egyetlen tagja.

## Előfordulása
A szalagos murénát korábban a Rhinomuraena amboinensis és a Rhinomuraena quaesita szinonimával is leírták, de ezek bizonyítottan ugyanazt a halat jelentik. A faj őshonos az Indiai- és a Csendes-óceánban.

## Megjelenése
A szalagos muréna elegáns, kecses formájú, vékony testű, magas hátuszonnyal rendelkező hal. Könnyen felismerhető jellegzetes fejformájáról. A kor és a nem szerint változik a színezete. A fiatal példányai feketék, sárga hátúszóval. A nőstények sárga hátúszója mellett testük fekete, míg a hímek sárga hátúszójuk mellett kék színt öltenek. A testének hossza körülbelül 100 centiméter és legfeljebb húsz évet élnek. A hímek nagyobbra is megnőhetnek és hosszúságuk elérheti a 130 centimétert.
Nyitott szája miatt azt lehet gondolni, hogy agresszív és ellenséges. Valójában azonban így jut oxigénhez és beássa magát a homokba, vagy elrejti testét a sziklák és zátonyok közé. Tápláléka garnélarákok és apróbb halak, melyeket rejtekhelyéről, hirtelen felbukkanva ejt el.

## Akváriumi tartása
Fogságban nem élnek hosszabb ideig néhány hónapnál. Azt figyelték meg, hogy ilyenkor nem tud kielégítően táplálkozni, hiszen a megfelelő méretű akvárium, a víz ideális áramlása, valamint a kellő mélységű homok biztosítása nem könnyű feladat.

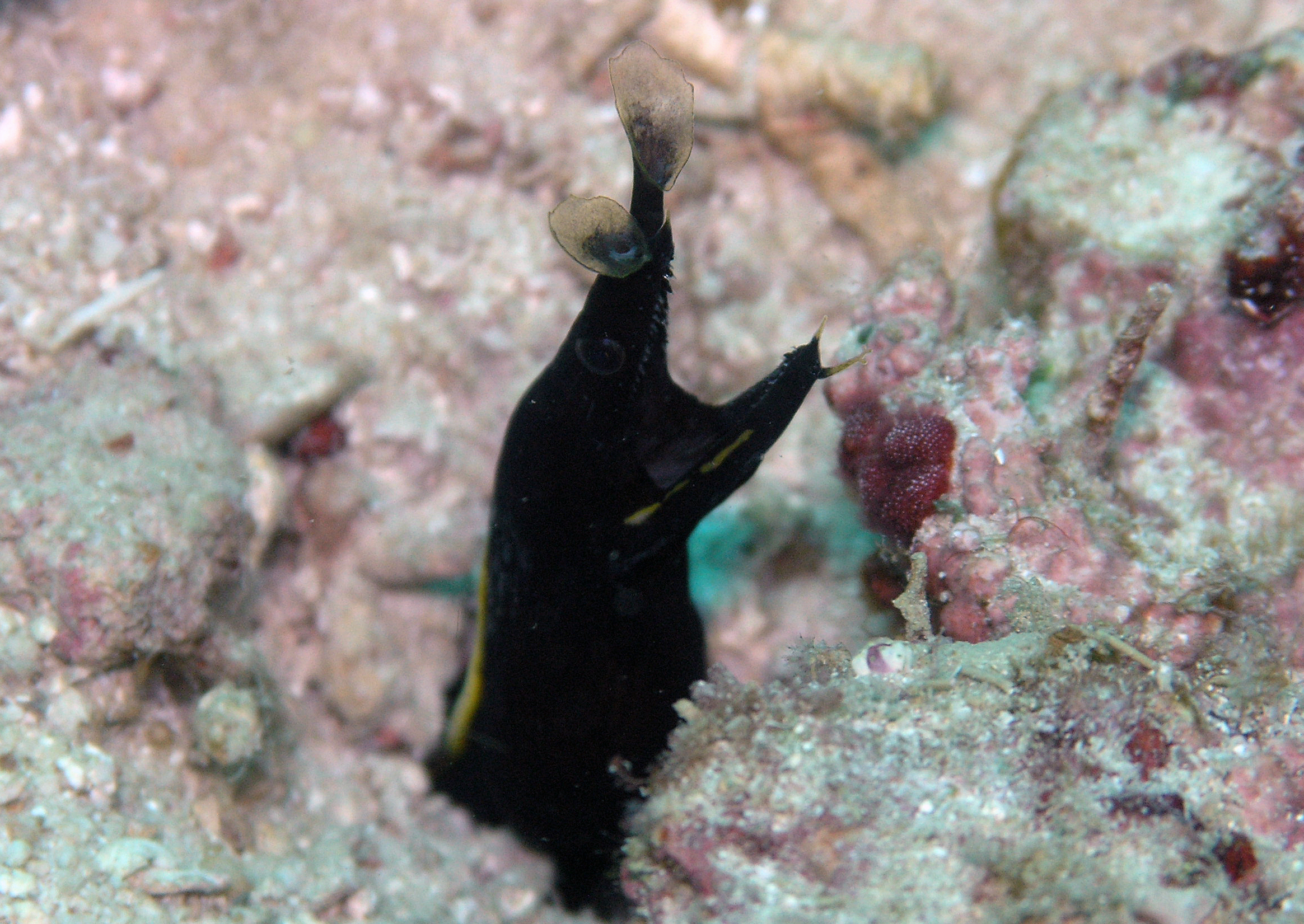
Fiatal szalagos muréna fekete színben
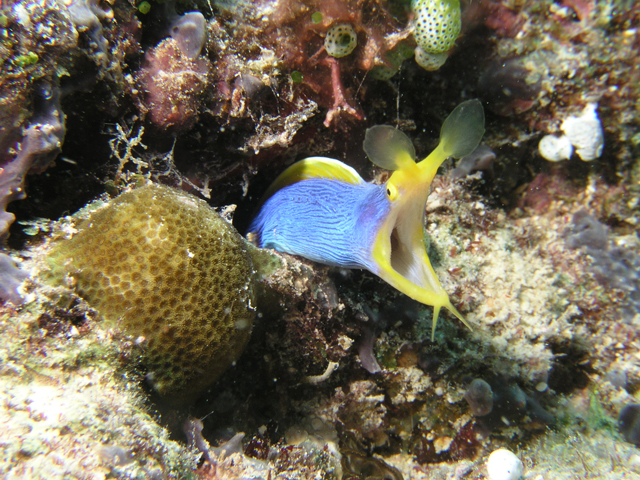
Búvóhelye kövek között

## Fordítás
- Ez a szócikk részben vagy egészben  a   Ribbon eel című angol Wikipédia-szócikk ezen változatának fordításán alapul.  Az eredeti cikk szerkesztőit annak laptörténete sorolja fel. Ez a jelzés csupán a megfogalmazás eredetét és a szerzői jogokat jelzi, nem szolgál a cikkben szereplő információk forrásmegjelöléseként.

### Internetes leírások a szalagos murénáról
- A faj szerepel a Természetvédelmi Világszövetség Vörös Listáján. IUCN. (Hozzáférés: 2011. július 22.)
- Black Leafnosed Moray Eel Rhinomuraena quaesita Garman, 1888. BioLib.cz. (Hozzáférés: 2010. július 22.)
- Rhinomuraena quaesita Garman, 1888 (angol nyelven). WORMS. (Hozzáférés: 2011. július 22.)
- Rhinomuraena quaesita Garman, 1888 (angol nyelven). Encyclopedia of Life. [2011. július 24-i dátummal az eredetiből archiválva]. (Hozzáférés: 2011. július 22.)